# Quốc huy Hy Lạp

Quốc huy Hy Lạp

Quốc huy Hy Lạp có dạng tấm lá chắn gần như hình vuông. Trên nền màu xanh lam có một chữ thập trắng, chữ thập tượng trưng cho niềm tin đối với tôn giáo, đại đa số người Hy Lạp theo Chính Thống giáo. Tấm lá chắn được bao quanh bởi một cành nguyệt quế. Quốc huy này được bắt đầu sử dụng năm 1974.
Xem thêm: Quốc kỳ Hy Lạp